# Vyšehrad (Schiff, 1938)
Der Raddampfer Vyšehrad wurde 1938 in der Schiffswerft Aussiger Schiffswerft und Holzindustrie - Huss, Sedlák & Goern GmbH in Olšinky gebaut. Das Schiff wurde unter dem Namen Antonín Švehla auf Kiel gelegt und 1938 in Dienst gestellt. Im Jahr 1942 erfolgte die Umbenennung in Karlstein, 1945 in T.G.Masaryk, 1952 in Devin, 1990 in Bohemia und 1992 in Vyšehrad. Namensgeber des Schiffes war Antonín Švehla, Ministerpräsident der Ersten Tschechoslowakischen Republik.

## Die Zeit bei der PPS bis 1945
Nach der Eingliederung der Prager Dampfschiffahrtsgesellschaft (Pražská paroplavební společnost/PPS) in die neu gegründete Tschechoslowakische Schiffahrts-Aktiengesellschaft Elbe (Československou plavební akciovou společností labskou/ČPSL)  zum 1. Januar 1937 entwarf das Management der Gesellschaft ein Projekt zum Bau von vier großen modernen Schaufelraddampfern. Die ČPSL hatte jedoch nicht das Geld für eine so große Investition. Man wandte sich deshalb an die Staatsverwaltung mit der Bitte zur Bereitstellung von den erforderlichen Krediten. Der Staat erklärte sich bereit die Finanzierung von zwei großen Schiffen zu übernehmen und sie dann an die ČPSL zu vermieten.
Im Frühjahr 1937 erhielt dann die Werft von Huss, Sedlák & Goern GmbH in Ústí nad Labem den Auftrag zum Bau der beiden Schiffe im Wert von jeweils 2,5 Mill. CSK. Entworfen wurden die Schiffe vom technischen Direktor der Werft, Josef Huss. Vorbild waren wahrscheinlich die 1926 und 1929 in der Werft in Laubegast gebauten Schiffe Dresden und Leipzig.
Am 1. Mai 1938 erfolgte der Stapellauf. Im Gegensatz zu den bisher gebauten Schiffen war die Antonín Švehla mit großen Fenstern statt der bisherigen kleinen runden Fenster, einem kleinen Vorderdecksalon und einem überdachten Achterdeck ausgestattet. Dazu war sie mit einem Patenruder-System Hitzler ausgerüstet. Das Schiff war komfortabel ausgestattet. Es verfügte über zwei Salons unter Deck und eine Salon auf dem Vorderdeck. Weiterhin gab es einen Speisesaal, ein Restaurant mit Bar und eine Küche. In den Radkästen waren die Toiletten und die Kasse untergebracht.
Nach der Indienststellung als Oberdeckdampfer wurde es nach Prag gebracht und dort auf der Strecke Prag – Vrané nad Vltavou und Prag - Skochovice eingesetzt.
Erst nach dem Abbau der Dachkonstruktion auf dem Oberdeck konnte die Eisenbahnbrücke oberhalb von Skochovice passiert werden. Danach verkehrte es auf der regulären Linie von Prag nach Štěchovice.
Nach der Besetzung der Tschecho-Slowakischen Republik im März 1939 durch deutsche Truppen wurde die ČPSL in Böhmisch-Mährische Elbeschiffahrt AG (BMES) umbenannt. Die Namen der Schiffe wurden vorerst beibehalten. Erst der im Jahr 1942 ins Amt gesetzte stellvertretende Generaldirektor der Gesellschaft, Richard Tauche, setzte eine Umbenennung der Schiffe durch. Die Antonín Švehla bekam den Namen Karlstein, die eingedeutschte Variante der böhmischen Burg Karlštejn.
Im Sommer 1944 wurde das Schiff nach Dresden zum Einsatz als Küchenschiff gebracht. Es wurde am linken Elbufer am Wasserwerk Tolkewitz festgemacht. Durch einen Schaden am Schaufelrad fahruntüchtig wurde es wahrscheinlich am 15. März 1945 von zwei tschechischen Schleppern nach Prag gebracht.

## Die Zeit nach 1945
Nach dem Ende des Zweiten Weltkrieges wurde das Schiff 1945 in T.G.Masaryk umbenannt. Es war das zweite Schiff mit diesem Namen.
Am 22. Februar 1948 wurde die PPS verstaatlicht und 1950 im Handelsregister gelöscht. Am 1. Januar 1949 wurde die ČPSL in Tschechoslowakische Elbe-Schifffahrt (Československá plavba Labská/ČSPL) und am 1. Juli 1952 in Tschechoslowakische Elbe-Oder-Schifffahrt (Československá plavba labsko-oderská/ČSPLO) umbenannt. Im gleichen Jahr wurde der Name des Schiffes in Devín nach der Burg Devín im gleichnamigen Stadtteil von Bratislava geändert. Der Name T.G. Masaryk war nach einer politischen Säuberungswelle nicht mehr tragbar.
Nach der Fertigstellung der Talsperre Slapy im Jahr 1954 wurden die Fahrten bis nach Třebenice am Fuß der Staumauer ausgedehnt.
1961 wurde das Schiff in der Werft von Boletice nad Labem  bei Děčín generalüberholt und das offene  Achterdeck in einen geschlossenen Salon umgebaut. Am Heck blieb eine große Aussichtsplattform.  Der kleine Vorderdecksalon wurde ebenfalls umgebaut und erweitert.
Bis in die 1970er Jahre wurde es mangels anderer großer Schiffe auch im Liniendienst bis Trebenice eingesetzt.
1980 wurde die Feuerung auf Ölfeuerung umgestellt.
Während der Rekonstruktion der Schleuse an der Staustufe in Modřany von 1982 bis 1984 fuhr das Schiff auf der Strecke Prag – Roztoky.
Mitte der 1980er Jahre wurde das Schiff in ein Salonschiff umgebaut. Sowohl der Achterdeck-, wie auch der Vorderdecksalon nahmen jetzt die gesamte Schiffsbreite ein. Die Aussichtsplattform am Heck blieb erhalten. Die Salons hatten eine abgerundete moderne Form erhalten. In den Dachrundungen wurden Panoramafenster eingebaut.
Das Schiff wurde jetzt vor allem für Abendfahrten im Stadtgebiet von Prag eingesetzt. An Wochenenden fuhr es sporadisch auch nach Třebenice.
1989 wurde es aufgrund von Schäden am Dampfkessel außer Dienst gestellt. In der Werft von Holešovice wurde es an Land genommen und mit ersten Reparaturen begonnen. Später wurde es in die Werft nach Boletice nad Labem verbracht. Hier wurde das Schiff renoviert und ein neuer Dampfkessel eingebaut. Dazu erhielt es eine neue Ruderanlage. Weiterhin mussten teilweise alte Bodenbleche ersetzt werden.
Von 1990 bis 1992 trug es anlässlich des 150. Jubiläums der 1. Fahrt des Böhmischen Dampfers "Bohemia" den Namen Bohemia.

## Die Zeit bei der PPS ab 1992

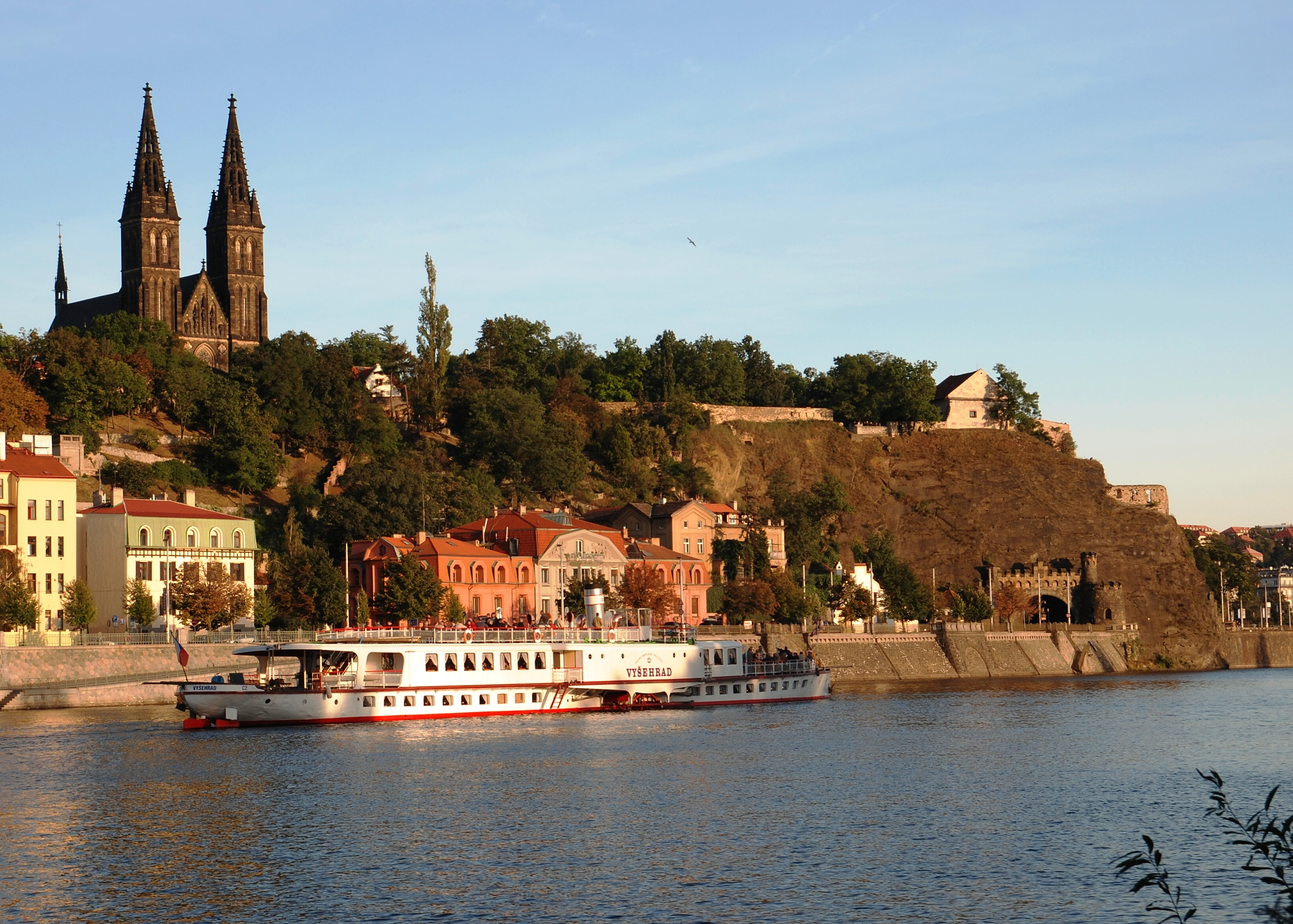
Das Schiff vor der Kirche Peter und Paul auf dem Vyšehrad in Prag

Am 13. August 1992 ging es unter dem neuen Namen Vyšehrad in Fahrt. Es ist das vierte Schiff mit diesem Namen. Genutzt wird es als Restaurantschiff und für private Kreuzfahrten.
1992 wurde ČSPLO im Rahmen der Privatisierung in die Tschechoslowakische Elbe-Schifffahrt Aktiengesellschaft (Československá plavba labská as/ČSPL) mit Sitz in Děčín umgewandelt.
Nach der Eintragung in das Handelsregister am 27. März 1992 kehrte die Prager Passagierschifffahrt offiziell zu ihrem traditionellen Namen Pražská paroplavební společnost, a.s. PPS zurück.
Nach der Indienststellung wurde das Schiff als Restaurantdampfer für Rundfahrten in Prag eingesetzt. Bis 2006 fuhr es an Wochenenden auch zum Slapy Staudamm. Danach übernahm die Vltava diese Touren.
Im Winter 2006/07 wurden an dem Schiff in der Schiffswerft Laubegast in Dresden größere Reparaturen durchgeführt. Unter anderem wurden 50 m2 Außenhaut gewechselt.
Im Juli 2010 befand es sich zu Reparaturarbeiten in der Werft von Holešovice.
Am 16. September 2013 fand auf der an der Anlegestelle Prag-Kampa liegenden Vltava eine Feierstunde anlässlich der Übergabe der Verleihungsurkunde des Denkmalschutzes für die Vltava und die Vyšehrad durch den Kulturminister Jiří Balvín statt.
2018  wurde in der Werft von Podbaba das Achterdeck grundlegend rekonstruiert, der moderne Achterdecksalon zurückgebaut und dieser Teil des Schiffes in den originalen Zustand von 1938 zurück versetzt. 2019 sollte in der gleichen Weise das Vorderdeck rekonstruiert werden.
Das Schiff ist zwar fahrbereit, liegt aber fest vertäut mit blockierter Dampfmaschine am Rašín Kai an der Jiráskův Brücke. Genutzt wir es als Restaurantdampfer und es kann für private Feiern gemietet werden.

## Die Dampfmaschine
Die Dampfmaschine ist eine schrägliegende Zweizylinder-Heißdampf-Verbund-Dampfmaschine mit Einspritzkondensation mit der Bau-Nr. 188. Gebaut wurde sie, wie auch der Zwei-Flammrohr-Zylinderkessel mit 14 bar Dampfdruck, von der Maschinenbaufirma Českomoravská-Kolben-Daněk/ČKD. 1992 erhielt das Schiff einen neuen Dampfkessel. Die Feuerung wurde auf eine automatische Ölfeuerung umgestellt. Die Dampfmaschine wirkte auf zwei seitliche Schaufelräder.